# Armando Hashimoto
Armando Hashimoto (Santos, 5 de abril de 1958), é um doutor brasileiro e ex-prefeito de Campo Limpo Paulista por dois mandatos. Atualmente é filiado ao PSDB.

## Vida política
Em 2004, foi eleito prefeito em Campo Limpo Paulista sucedendo Luiz Antonio Braz, também do PSDB. Em 2008, foi reeleito com 41% dos votos.
Uma das marcas do governo de Armando Hashimoto foi o investimento em tecnologia, durante sua gestão foram construídos 3 centros de informatica na cidade, e outras duas escolas receberam um sistema moderno de aprendizagem, onde cada aluno tinha um netbook para estudos em sala de aula. O programa foi uma referência para todo o Brasil.
Uma conquista importante do ex-prefeito, foi a construção do Hospital de Clínicas da cidade. Foram investidos 17 milhões na construção do hospital publico.
Em 2011 sofreu protestos de estudantes e líderes políticos da cidade, contra o aumento da passagem no transporte público.[carece de fontes?]